# Jean-Luc Demarty
Jean-Luc Demarty (* 19. März 1952 in Reims) ist ein französischer EU-Beamter. Er leitete von 2011 bis Mai 2019 die Generaldirektion Handel der Europäischen Kommission.
Demarty besuchte das Collège der Jesuiten in seiner Geburtsstadt Reims, studierte von 1971 bis 1974 an der École polytechnique in Paris und erwarb 1976 einen Abschluss als Ingénieur an der École nationale du génie rural, des eaux et des forêts (Land-, Wasser- und Forstingenieurwesen).
Er war ab 1977 im französischen Wirtschafts- und Finanzministerium tätig, zuletzt von 1985 bis 1988 als Leiter der Abteilung Landwirtschaft. Er wechselte dann zur Europäischen Kommission, zunächst bis 1995 im Kabinett des Kommissionspräsidenten Jacques Delors. Danach war er in den Generaldirektionen Forschung (bis 1998) und Landwirtschaft (bis 2010) tätig, dort zuletzt ab 2006 als deren Generaldirektor. Ab 2011 leitete er die Generaldirektion Handel, zum Juni 2019 übernahm Sabine Weyand seine Position.